# Sinh ngôn ngữ tự nhiên
Sinh ngôn ngữ tự nhiên (hay còn gọi là sản sinh ngôn ngữ tự nhiên, tạo sinh ngôn ngữ tự nhiên, phát sinh ngôn ngữ tự nhiên, tiếng Anh: natural-language generation, viết tắt NLG) là một quy trình phần mềm, chuyển đổi dữ liệu có cấu trúc thành ngôn ngữ tự nhiên. NLG cũng có thể dùng để sản sinh dạng nội dung dài cho các tổ chức để tự động các báo cáo tùy chỉnh, cũng như sản sinh nội dung tùy chỉnh cho các ứng dụng web hay mobile. Sinh ngôn ngữ tự nhiên cũng có thể dùng để sản sinh các đoạn văn bản mờ ngắn trong các cuộc tương tác trò chuyện (thậm chí một chatbot có thể được đọc ra bởi một hệ thống tổng hợp giọng nói).
NLG được tự động có thể dùng để so sánh với quá trình mà con người sử dụng khi chuyển hóa các ý tưởng của mình thành văn bản hoặc bài phát biểu. Các nhà tâm lý học ưa thích sử dụng thuật ngữ sản xuất ngôn ngữ (language production) hơn cho quá trình này, cũng như có thể được diễn tả bằng các thuật ngữ toán học, hoặc mô hình hóa trong một máy tính cho nghiên cứu tâm lý.
Các hệ thống NLG cũng có thể được so sánh với các bộ phiên dịch các ngôn ngữ máy tính nhân tạo, chẳng hạn như các trình dịch ngược (decompiler) hay các trình biên dịch nguồn sang nguồn (source-to-source compiler), mà cũng tạo ra mã mà con người có thể đọc được, sản sinh từ một biểu diễn trung gian (intermediate representation). Ngôn ngữ con người thông thường có xu hướng phức tạp hơn một cách đáng kể và cho phép diễn đạt sự mơ hồ (ambiguity) hơn nhiều so với ngôn ngữ lập trình, điều này khiến việc giải quyết các bài toán về NLG trở nên thách thức hơn. Hiện tại, có hai phương pháp để đánh giá các hệ thống NLG: đánh giá con người và đo lường tự động.